# 三ノ峰 (両白山地)
三ノ峰（さんのみね）は、石川県白山市と岐阜県高山市の境にある白山国立公園内の、両白山地の標高の2,128 mの山。

## 概要

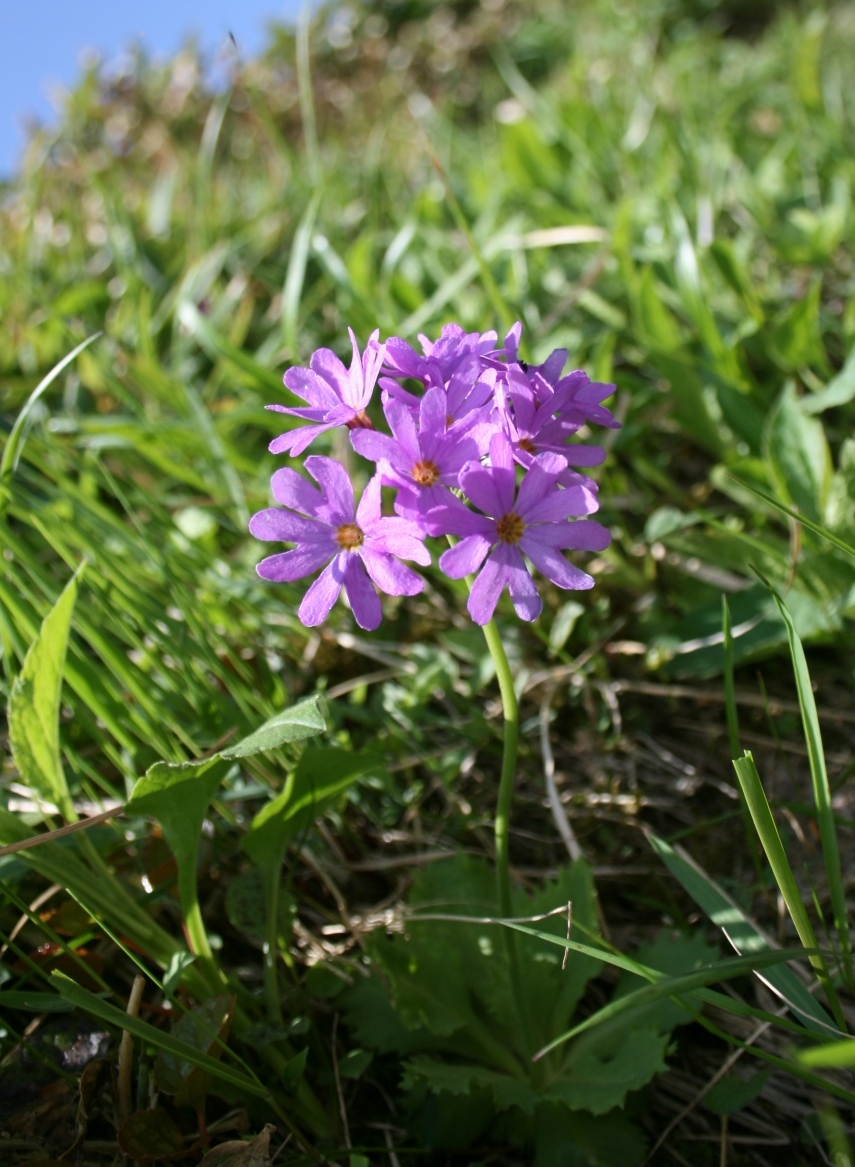
三ノ峰避難小屋付近のハクサンコザクラ

古来より白山は信仰の山として登られ、岐阜県側からの美濃禅定道がここを通過している。山頂の南側には、福井県と岐阜県の境にある各都道府県の最高峰（福井県）の標高2,095 mの小ピークがある。二つのピークの間のコルの岐阜県側には、三ノ峰避難小屋がある。このすぐ南西が、石川県と福井県と岐阜県の三県境となっている。

## 環境
周辺は豪雪地帯であり、1年の半分以上が雪に覆われる。山頂付近は、クマザサに覆われていて、ダケカンバ、ナナカマド、タカネザクラなどの木が自生している。三ノ峰避難小屋の北側には遅くまで雪渓が残る。この雪解けと共に、ハクサンコザクラやシナノキンバイなどの高山植物が見られる。

## 登山

### 登山ルート
- 別山からの縦走路 - 北側の別山から別山平を経て山頂に至るルート[2]。
- 上小池からのルート - 福井県大野市の上小池から六本檜と三ノ峰避難小屋を経て山頂に至るルート、よく利用される最短ルート[3]。上小池の登山口の東側約1 kmの位置に刈込池があり上小池刈込池自然研究路が整備されている[4]。

- 石徹白からのルート - 石徹白大杉の下の登山口からの美濃禅定道のルートは、アップダウンが多く健脚向きのコース。途中で石徹白大杉、神鳩の宮避難小屋、銚子ヶ峰、一ノ峰、ニノ峰、三ノ峰避難小屋を経由して山頂に至るルート[2]。

### 周辺の山小屋

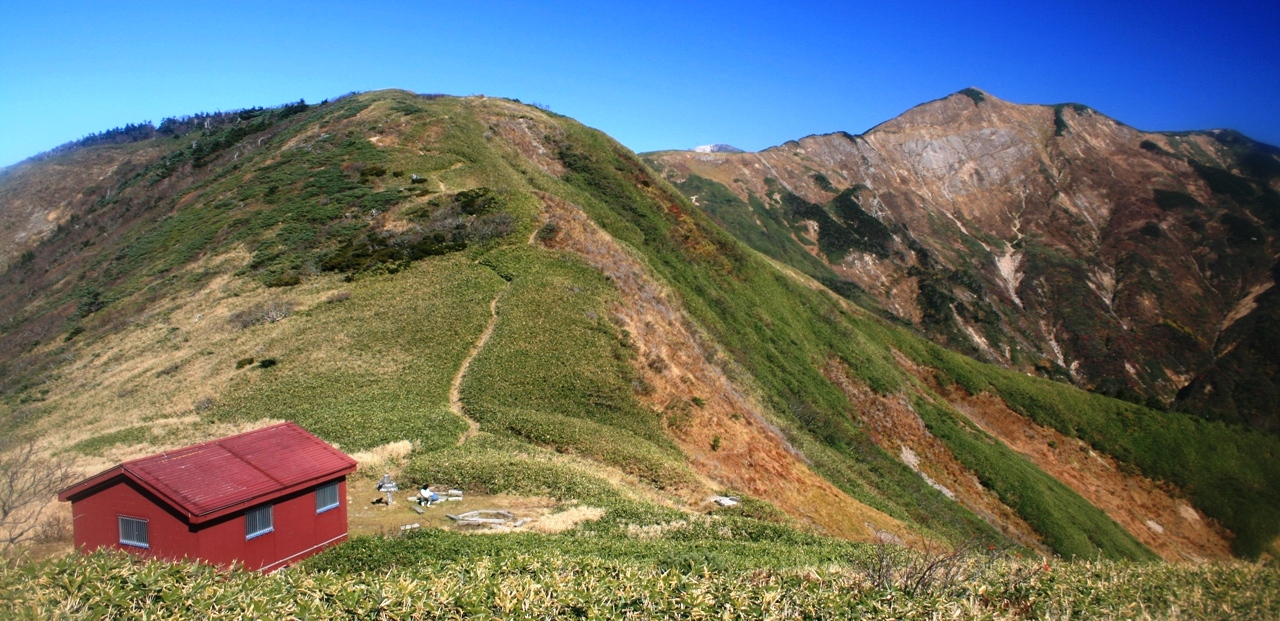
三ノ峰避難小屋から望む三ノ峰と別山

周辺には有人の山小屋はない。要所には以下の避難小屋があり、無人開放されている。
豪雪地帯のため厳冬期には雪に埋もれて利用できない場合がある。
- 南竜山荘、キャンプ指定地
- 三ノ峰避難小屋
- 別山岩室（緊急避難用）
- チブリ尾根避難小屋
- 神鳩の宮避難小屋
- 赤兎山避難小屋
- 鳩ヶ湯 (温泉旅館)

## 地理

### 周辺の主な山
両白山地の岐阜県と石川県の県境にある山で、南側約300 mの位置に福井県を含む三県の県境のピークの越前三ノ峰がある。

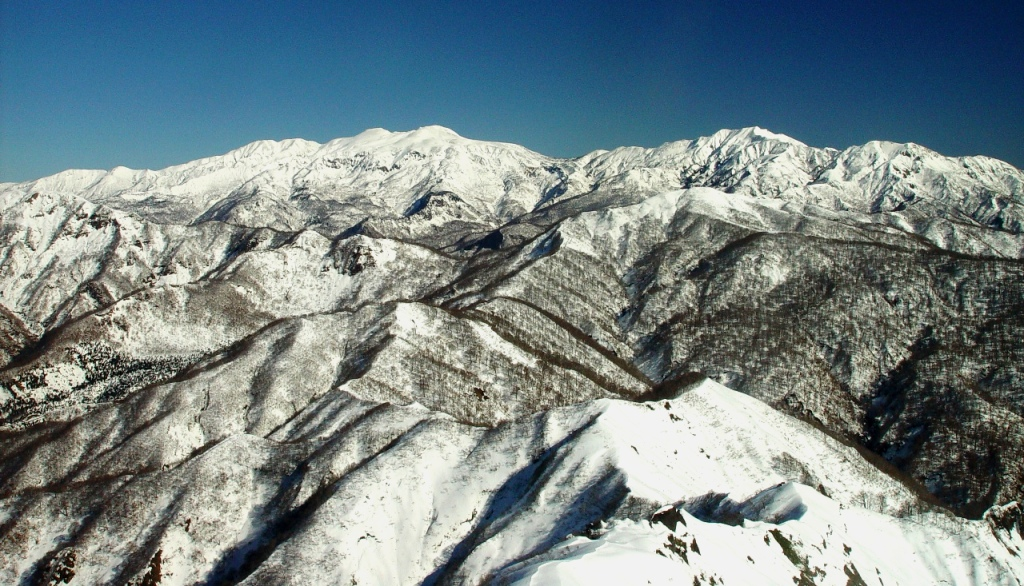
経ヶ岳から望む白山、別山、三ノ峰

| 山容                                        | 山名     | 標高 (m) | 三角点等級 基準点名 | 三ノ峰からの 方角と距離 (km) | 備考           |
| ------------------------------------------- | -------- | -------- | ------------------- | ---------------------------- | -------------- |
| 油坂の頭から望む白山（2003年5月5日）        | 白山     | 2,702.17 | 一等 「白山」       | 北 7.5                       | 日本百名山     |
| 三ノ峰から望む別山（2001年10月19日）        | 別山     | 2,399.35 | 二等 「別山」       | 北北東 2.1                   | 両白山地       |
| 別山平から望む三ノ峰（2016年6月18日）       | 三ノ峰   | 2,128    |                     | 0                            | 三ノ峰避難小屋 |
| 一ノ峰から望むニノ峰（2007年4月27日）       | 二ノ峰   | 1,962.32 | 三等 「二ノ峰」     | 南南東 1.1                   |                |
| 銚子ヶ峰から望む一ノ峰（2008年10月16日）    | 一ノ峰   | 1,839    |                     | 南南東 1.8                   |                |
| 三ノ峰から望む銚子ヶ峰（2016年6月18日）     | 銚子ヶ峰 | 1,810.40 | 三等 「銚子峰」     | 南南東 3.2                   |                |
| 杉山から望む野伏ヶ岳（2011年4月17日）       | 野伏ヶ岳 | 1,674.28 | 三等 「野伏」       | 南 8.7                       | 日本三百名山   |
| 三ノ峰から望む赤兎山（2016年6月18日）       | 赤兎山   | 1,628.66 | 三等 「赤鬼山」     | 西南西 8.7                   | 赤兎避難小屋   |
| 蛭ヶ野高原から望む大日ヶ岳（2010年4月18日） | 大日ヶ岳 | 1,708.87 | 一等 「大日ケ岳」   | 南東 12.3                    | 日本二百名山   |

### 源流の河川
以下の源流となる河川は日本海へ流れる。
- 別山谷　（庄川の支流）
- 打波川　（九頭竜川の支流）
- 牛首川　（手取川の支流）

## 三ノ峰の風景
|                                   |                                 |                                               |                                     |
| 銚子ヶ峰から望む 三ノ峰への登山道 | 別山平から望む 三ノ峰周辺の山々 | 越前三ノ峰（福井県の最高峰） と三ノ峰避難小屋 | 三ノ峰周辺の山並み 野伏ヶ岳から望む |